# Gyldendals Børnebogspris
Gyldendals Børnebogspris er en litteraturpris der blev stiftet af forlaget Gyldendal i 2006. Prisen uddeles til en person hvert år som har "ydet en særlig indsats for børnelitteraturen". Prisen lyder på 100.000 kr.

## Prismodtagere
| Årstal | Person                |
| ------ | --------------------- |
| 2006   | Flemming Quist Møller |
| 2007   | Sanne Munk Jensen     |
| 2008   | Ib Spang Olsen        |
| 2009   | Louis Jensen          |
| 2010   | Kim Fupz Aakeson      |
| 2011   | Marianne Iben Hansen  |
| 2012   | Jakob Martin Strid    |
| 2013   | Nils Hartmann         |
| 2014   | Glenn Ringtved        |
| 2015   | Tina Sakura Bestle    |
| 2016   | Hanne Kvist           |
| 2017   | Rasmus Bregnhøi       |
| 2018   | Kasper Hoff           |
| 2019   | Søren Jessen          |